# Luqom
Die Luqom GmbH ist die deutsche Muttergesellschaft der Luqom Group. Sie wurde 2017 errichtet und fungiert heute als Dachgesellschaft für die Tochterfirmen Lampemesteren, Lampenwelt, QLF und Brumberg. Die Luqom Group handelt mit Lampen und Leuchten, die über E-Commerce-Plattformen an Privat- und Geschäftskunden verkauft werden.

## Geschichte
Anfang der 2000er Jahre starteten Andreas und Thomas Rebmann unter der Domain lampenwelt.de einen Online-Shop für Lampen und Leuchten. Sie gründeten das gleichnamige Unternehmen und bauten Logistik- und Service-Kapazitäten auf, bevor 2012 die Expansion ins Ausland startete.
2017 erwarb Beteiligungsgesellschaft 3i die Mehrheit am Unternehmen. Die Transaktion wurde ohne Investmentbanken abgewickelt. Nach 3i beteiligte sich auch der Wagniskapitalgeber Project A und stellte zusätzliches Kapital zur Verfügung.
Im selben Jahr wurde das Geschäft von Lampenwelt unter dem Dach der Luqom Group neu geordnet. Später wurde auch der Sitz von Schlitz nach Berlin verlegt. 2019 wurde QLF, 2021 Lampemesteren und 2022 Brumberg übernommen.

## Unternehmensstruktur
An der Spitze der Unternehmensgruppe steht die Luqom GmbH mit Sitz in Berlin (vormals Aurela TopCo GmbH). Diese bildet das Konzerndach. Zu ihrem Konsolidierungskreis gehören die Lampemesteren A/S, die Lampenwelt GmbH, die QLF Holding B.V. und weitere Gesellschaften.
Eine Mehrheit der Anteile der Luqom Group befindet sich im Besitz der Beteiligungsgesellschaft 3i. Darüber hinaus zählt Project A der Otto Group zum Gesellschafterkreis. Weitere kleinere Anteile werden vom Management und zusätzlichen Einzelinvestoren gehalten.

## Geschäftstätigkeit
Die Luqom Group betreibt Online-Shops in diversen Sprachen unter mehr als 60 Domains. Dort werden Lampen und Leuchten aus dem Einsteiger-, Premium- und Luxusbereich an Privat- und Geschäftskunden verkauft. Das Sortiment umfasst derzeit rund 50.000 Produkte, die von etablierten Herstellern und Designern sowie aus eigener Produktion stammen.
Neben dem Kerngeschäft im E-Commerce tritt die Luqom Group auch als Dienstleister auf, etwa im Online-Marketing für Markenpartner.